# مونيكا فيلا
مونيكا فيلا (بالإسبانية: Mónica Villa)‏ هي ممثلة أرجنتينية، ولدت في 1954 ببوينس آيرس في الأرجنتين.

## وصلات خارجية
- مونيكا فيلا على موقع IMDb (الإنجليزية)
- مونيكا فيلا على موقع ألو سيني (الفرنسية)
- مونيكا فيلا على موقع أول موفي (الإنجليزية)
- مونيكا فيلا على موقع قاعدة بيانات الفيلم (الإنجليزية)
- مونيكا فيلا على موقع كينوبويسك (الروسية)